# 巡检司遗址
巡检司遗址位于浙江省苍南县马站镇三墩洲村，全称为龟峰巡检司，始建于明洪武十六年。现巡检司城墙和教场已毁，被改造为菜地，但仍保留了规模和轮廓。2006年5月25日，与壮士所城、白湾堡一同归入第四批全国重点文物保护单位蒲壮所城。